# 10 de Abril, Sonora
10 de Abril är en ort i Mexiko.   Den ligger i kommunen Huatabampo och delstaten Sonora, i den västra delen av landet, 1 300 km nordväst om huvudstaden Mexico City. 10 de Abril ligger 59 meter över havet och antalet invånare är 187.
Terrängen runt 10 de Abril är platt. Runt 10 de Abril är det ganska tätbefolkat, med 67 invånare per kvadratkilometer. Närmaste större samhälle är Las Bocas, 17,0 km väster om 10 de Abril. Omgivningarna runt 10 de Abril är i huvudsak ett öppet busklandskap.